# Walter Brunner (Politiker)
Walter Brunner (* 3. September 1947) ist ein österreichischer Politiker (SPÖ) und ehemaliger Bürgermeister der Stadt Leonding.

## Leben
Walter Brunner maturierte am BRG Linz Fadingerstraße und studierte danach Sozial- und Wirtschaftswissenschaften. Er war Geschäftsführer der Assisto GmbH (BBRZ-Gruppe). Seit 1986 ist er im Gemeinderat vertreten. Von 1997 bis 2008 war er Vizebürgermeister der Stadt Leonding; ab 2008 hatte er das Amt des Bürgermeisters inne, das er von  Herbert Sperl übernahm. 2014 wurden nach Umstrukturierungen in der Stadtverwaltung Mobbingvorwürfe gegen Brunner erhoben. Am 11. Oktober 2015 wurde er nach einer Stichwahl mit 64,81 % der Stimmen wiedergewählt.
Am 20. Februar 2019 übergab Brunner das Bürgermeisteramt an seine bisherige Stellvertreterin Sabine Naderer-Jelinek, welche das Amt vorerst interimistisch führte und am 26. Mai 2019 zur Bürgermeisterin gewählt wurde.
Brunner ist verheiratet, Vater von zwei Kindern und hat zwei Enkelkinder.